# Boro Primorac
Boro Primorac (Mostar, 5. prosinca 1954.), hrvatski nogometni trener i bivši nogometaš iz Bosne i Hercegovine.

## Igračka karijera

### Klupska karijera
Kao igrač, Primorac je karijeru započeo u mostarskome Veležu, a nastavio je u splitskome Hajduku. Za Hajduka je sveukupno odigrao 283 utakmice i postigao 53 pogotka i u sezoni 1978./79. osvojio Prvenstvo Jugoslavije. U tim klubovima Boro Primorac nosio je dres s brojem 5. Postigao je prvi pogodak na novom Hajdukovom igralištu na Poljudu, 19. rujna 1979. godine protiv, Trabzonspora (1:0), na utakmici 1. kola Kupa prvaka. Pogodak je postigao iz jedanaesterca. Za Hajduka igrali su u toj utakmici: Budinčević, Primorac, Krstičević (strijelac posljednjega pogotka na Starom placu), Luketin, Peruzović, Rožić, Zl. Vujović (Bogdanović), Čop (Zo. Vujović), Šalov, Đorđević i Šurjak.
Nakon Hajduka Primorac, 1983. godine, odlazi u Francusku, gdje je nastupao za Lille i Cannes, te u svakom klubu skupio impresivnih više od stotinu nastupa.

### Reprezentativna karijera
Za reprezentaciju Jugoslavije, Boro Primorac nastupao je u razdoblju od 1976. do 1982. godine te skupio 14 nastupa. Prvi nastup imao je 1976. godine protiv Tunisa (2:1) u Tunisu, 18. veljače, a posljednji 1980. godine protiv Italije (2:0) u Italiji, 15. studenoga. Od većih reprezentativnih uspjeha, Primorac je na Olimpijskim igrama u Moskvi 1980. s Jugoslavijom osvojio četvrto mjesto u utakmici protiv domaćina, Sovjetskoga Saveza.

## Trenerska karijera
Individualno, Primorac je vodio francuske momčadi - Cannes i Valenciennes te reprezentaciju Gvineje.
Od 1994. godine Boro Primorac je pomoćni trener te desna ruka trenera Arsène Wengera s kojim je prijatelj već više od 20 godina. S Wengerom je počeo raditi u japanskoj Nagoyi Grampusu, prije nego što su zajedno otišli, 1996. godine, u londonski Arsenal.

## Uspjesi

### Igrač
Hajduk Split
| Jugoslavija           | Jugoslavija | Jugoslavija |
| --------------------- | ----------- | ----------- |
| Prvenstvo Jugoslavije | 1978./79.   |             |

### Trener
Nagoya Grampus
| Japan             | Japan | Japan |
| ----------------- | ----- | ----- |
| Carev kup         | 1995. |       |
| Japanski Superkup | 1996. |       |

Arsenal
| Engleska            | Engleska  | Engleska |
| ------------------- | --------- | -------- |
| FA Premier Liga     | 1997./98. |          |
| FA Premier Liga     | 2001./02. |          |
| FA Premier Liga     | 2003./04. |          |
| FA Kup              | 1998.     |          |
| FA Kup              | 2002.     |          |
| FA Kup              | 2003.     |          |
| FA Kup              | 2005.     |          |
| FA Community Shield | 1998.     |          |
| FA Community Shield | 1999.     |          |
| FA Community Shield | 2002.     |          |
| FA Community Shield | 2004.     |          |

- Trofej poznat pod nazivom FA Community Shield, do 2002. nazivao se Charity Shield.

## Privatno
Primorac tečno govori sedam stranih jezika - engleski, francuski, talijanski, španjolski, portugalski, njemački i japanski jezik. Oni koji su radili s njime u Arsenalu, opisuju ga kao šarmantnu, visoko inteligentnu osobu, osobu čije je znanje stranih jezika veće i od samog trenera Wengera i Phillipe Senderosa koji također slove za poznavatelje više stranih jezika.

## Vanjske poveznice
- Statistika u jugoslavenskoj nogometnoj reprezentaciji
- (engl.) Primorčev profil na Arsenal.com
- (engl.) Boro Primorac na transfermarkt.co.uk